# (73434) 2002 LB58
(73434) 2002 LB58 – planetoida z pasa głównego asteroid okrążająca Słońce w ciągu 5,27 lat w średniej odległości 3,03 j.a. Odkryta 14 czerwca 2002 roku.